# Lestes regina
Espèce
La libellule demoiselle Lestes regina est une espèce fossile du genre Lestes, de la famille des Lestidae et de la sous-famille des Lestinae, dans l'ordre des Odonates.

## Classification
L'espèce Lestes regina est décrite en 1937 par le paléontologue français Nicolas Théobald (1903-1981) dans sa thèse. 

### Fossiles
Selon Paleobiology Database en 2023, cinq collections sont référencées en Europe de l'Ouest, une en Espagne de l'oligocène, et quatre de l'éocène dont une en France et trois au Royaume-Uni.
L'holotype C1, de l'ère Cénozoïque, et de l'époque Oligocène (33,9 à 23,03 Ma.) fait partie de la collection du muséum d'histoire naturelle de Marseille et vient de la formation de Célas dans le Gard. 

### Famille et sous-famille
À la publication l'espèce est décrite comme appartenant à la famille des Agrionidae et à la sous-famille des Lestinae.

### Confirmation du genreLestes
En 2014, l'appartenance de l'espèce Lestes regina au genre Lestes a été confirmée par les entomologistes français André Nel et Günther Fleck (d),.

### Étymologie
L'épithète spécifique regina signifie en latin « reine ».

## Description

### Caractères
La diagnose de Nicolas Théobald en 1937, : La demoiselle est un 

« bel insecte, de forme élancée, corps noir, ailes transparentes. Tête grande, mobile, nettement séparée du thorax; forme trapézoïdale, portant sur les côtés deux gros yeux à facettes, très écartés, en saillie par rapport au thorax, en ovale allongé; C4 conserve des restes de pièces buccales; antennes courtes. Prothorax court et étroit, forme un pédoncule long de 1mm entre la tête et le mésothorax; mésothorax allongé; deux sutures longitudinales. pattes grêles (bien conservées sur C6 ). Ailes transparentes, presque semblables; la figure 2, pl. X donne une reproduction fidèle ,de la nervation d'après C1. Abdomen grêle; 12 segments; le 1er très court; les 4e et 5e les plus longs; légèrement renflé vers l'arrière. ».

### Dimensions
La longueur est de 41 mm.

### Affinités
« Par son nodus rapproché de la base de l'aile et ses deux nervures anténodales, l'Insecte appartient certainement à la famille des Agrionidae. M3 naît plus près de l'arculus que du nodus, ce qui le range dans la sous-famille des Lestinae. Le ptérostigma allongé, la cellule discoïdale (quadrilatère) identique dans les deux ailes, le font classer dans le genre Lestes Leach. L'espèce actuelle la plus voisine semble être Lestes praemorsa Sely qui vit dans les Indes, aux Philippines et dans le Sud de l'Asie. ».

## Biologie
« La plupart des espèces du genre Lestes ont le vol lourd et se tiennent au voisinage des eaux en se posant fréquemment sur les buissons, les roseaux et les herbes. ».

## Galerie
- Lestes barbarus
- Lestes concinnus
- Lestes congener
- Lestes disjunctus
- Lestes dryas
- Lestes elatus
- Lestes forcipatus
- Lestes nodalis
- Lestes pallidus
- Lestes plagiatus
- Lestes praemorsus
- Lestes rectangularis
- Lestes sponsa
- Lestes temporalis
- Lestes vigilax
- Lestes virens
- Lestes virgatus
- Lestes viridulus

### Publication originale
- [1937] Nicolas Théobald, « Les insectes fossiles des terrains oligocènes de France 473 p., 17 fig., 7 cartes,13 tables, 29 planches hors texte », Bulletin Mensuel de la Société des Sciences de Nancy et Mémoires de la Société des sciences de Nancy, Imprimerie G. Thomas,‎ 1937, p. 1-473 (ISSN 1155-1119 et 2263-6439, OCLC 786027547). .